# Патрональные иконы русских царей

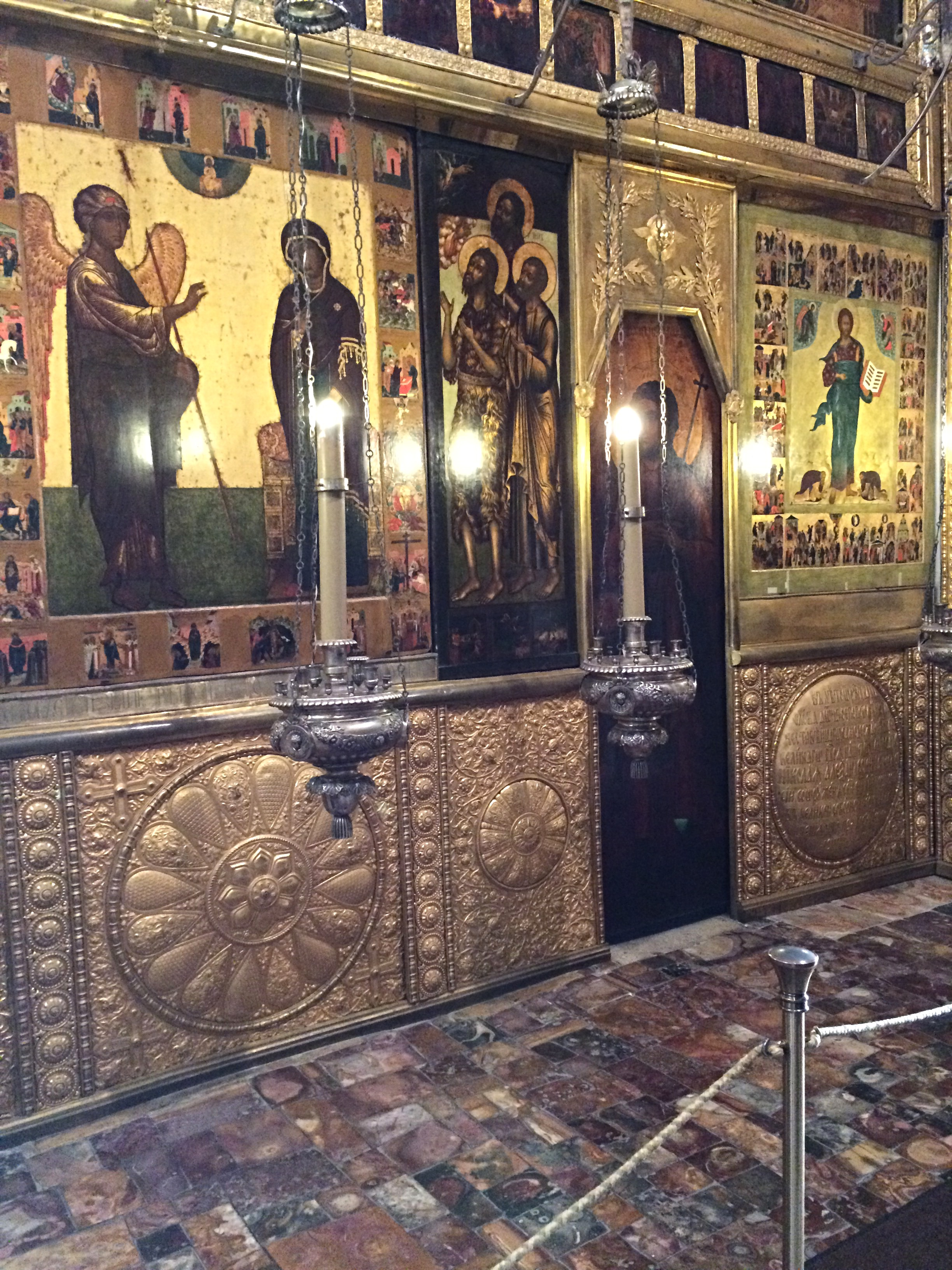
Местный ряд иконостаса Благовещенского собора с патрональной иконой царей Петра I и Ивана V

Патрональные иконы русских царей — патрональные иконы, писавшиеся в XVI—XVII веках для правящего русского царя к его венчанию на царство. Помещались в иконостасе домового храма и после смерти царя переносились в надгробный иконостас.
Сохранилось 6 патрональных икон русских царей, ныне находящихся в собрании музеев Московского Кремля.

## История
Помимо мерных икон, создававшихся при рождении царевичей и царевен, из соборов Кремля происходит ряд похожих по пропорциям тезоименных (патрональных) икон нескольких царей из династий Рюриковичей и Романовых, которые создавались к их вступлению на престол.
Икона, как правило, писалась непосредственно к венчанию на царство или вскоре после него (например, патрональная икона царей Петра I и Ивана V была написана и помещена в иконостас Благовещенского собора спустя 10 месяцев после венчания). Исключением является икона первого царя из династии Романовых — Михаила Фёдоровича, которая была написана только в 1630—1640 годы, ближе к концу царствования, когда завершились споры о легитимности нового царя среди иностранных держав.
Появление традиции написания особых патрональных икон для придворного храма связывают с первым венчанием на царство в 1547 году Ивана Грозного, но отмечают, что она имеет более древние истоки.
В период Смутного времени традиция написания патрональных икон царей прервалась (сведения о существовании подобных икон для Годуновых не сохранились) и была возобновлена при новой династии Романовых для подчёркивания своего преемства и связи с пересекшейся династией Рюриковичей. Последней в традиции царских патрональных образов стала икона со святыми Иоанном Предтечей и апостолом Петром, написанная в 1682—1683 годы для царей Петра и Иоанна.

## Традиция

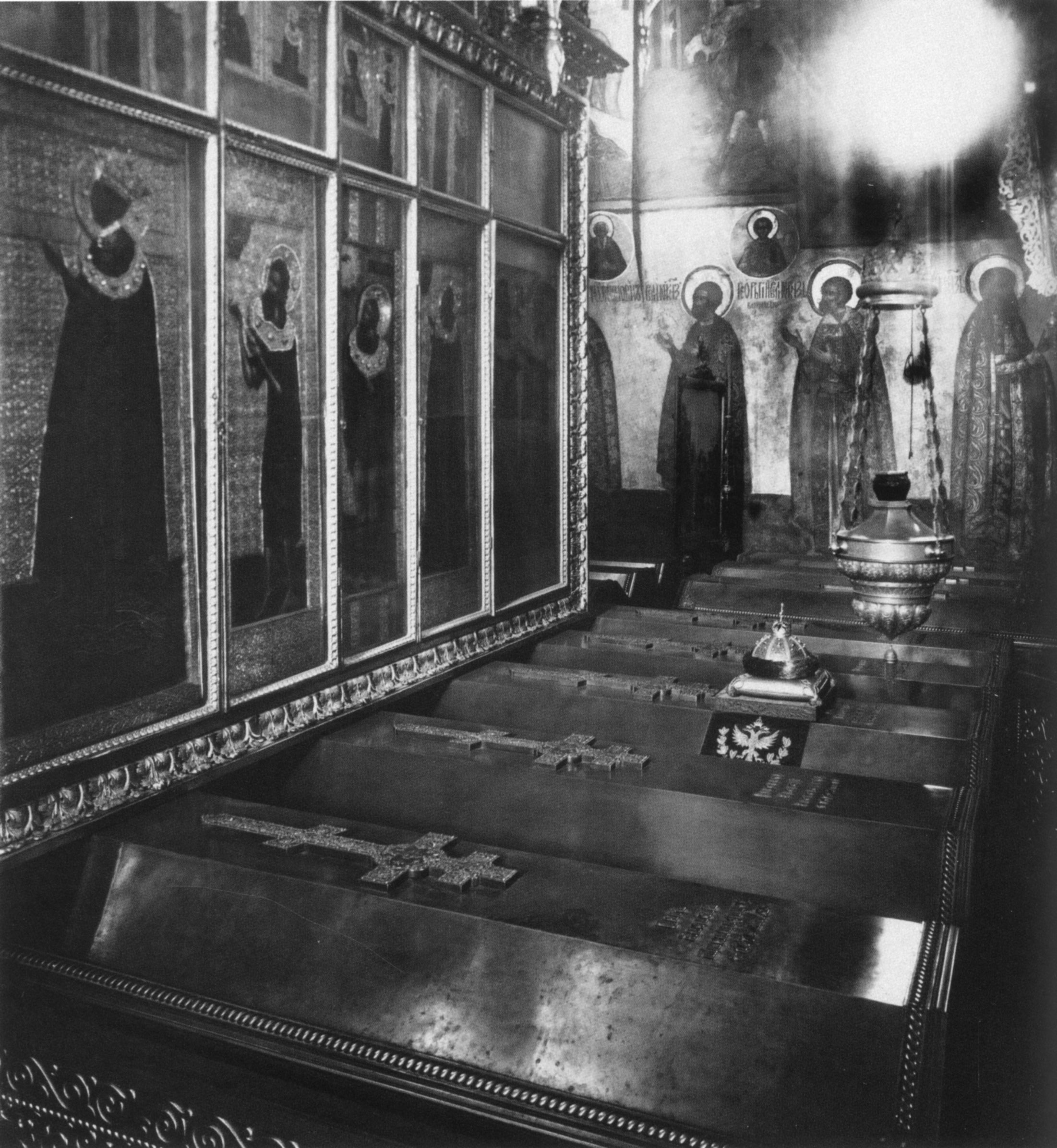
Патрональные иконы царей, установленные в надгробный иконостас над их усыпальницей в Архангельском соборе (дореволюционная фотография; ныне иконостас разобран)

Образы святых царских покровителей помещали в местный ряд иконостаса Благовещенского собора (домового царского храма), справа от храмовой иконы Благовещения напротив царского моленного места. К своему небесному покровителю за богослужением в домовом храме царь обращал свои молитвы, и святой должен был быть молитвенником за своего венценосного тёзку.
Несмотря на то, что во второй половине XVII века домовым царским храмом был уже Верхоспасский собор, патрональные иконы по традиции продолжали помещать в иконостас Благовещенского собора. В настоящий момент в иконостасе Благовещенского собора осталась установленной только последняя из таких икон, написанная для совместно венчанных на царство Петра I и Ивана V (в середине XVIII века на иконе был дописан святой Алексий — человек Божий, небесный покровитель их отца), все остальные находятся в музейной экспозиции Кремля.
После смерти царя икону переносили в Архангельский собор «ко гробу»:

…по преставлении блаженные памяти великого Государя царя и великого князя Феодора Алексеевича… образ святого великомученика Феодора Стратилата взят и поставлен в соборной церкви Архангела Михаила, в киоте у его Государского гроба…

Изъятие иконы из иконостаса происходило в момент прощания с усопшим царём во дворце. Вместе с телом покойного она в торжественной процессии переносилась в Архангельский собор и помещалась в надгробный иконостас наряду с мерной иконой царя, сохраняя свою функцию личного молельного образа. Новый царь после венчания на царство приходил в Архангельский собор поклониться гробам предков и «знаменовался» у икон.

## Описание

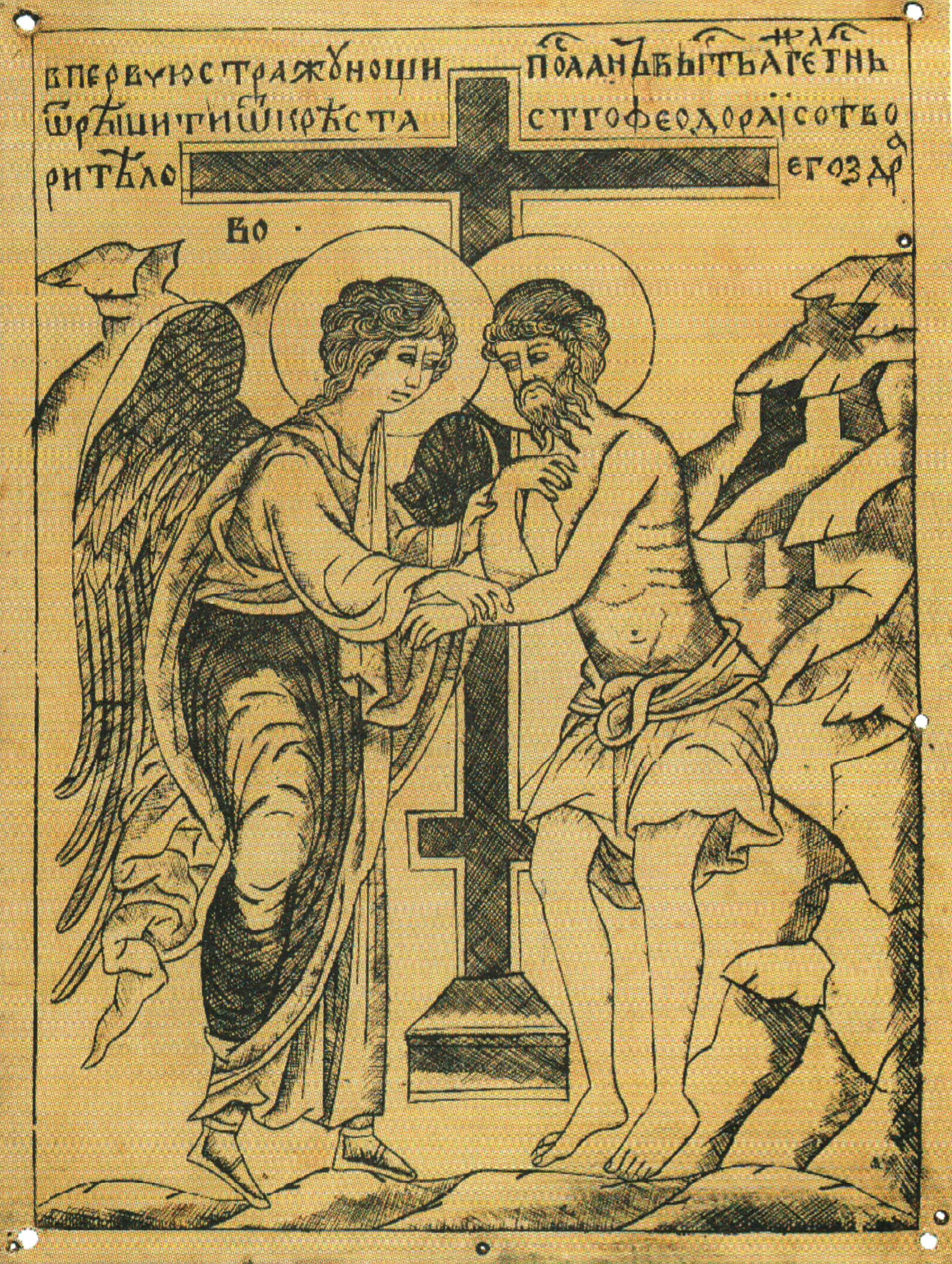
Серебряная пластина от оклада иконы «Феодор Стратилат»

Патрональную икону царя писали на узкой доске 150—160 х 45—55 см (размер обусловлен определённым для неё местом в иконостасе Благовещенского собора).
Помещение иконы в местный ряд иконостаса, справа от местной иконы, определило устойчивую для всего периода существования традиции царских патрональных икон их иконографию, связанную с храмовым пространством. Святой на них всегда изображался в полный рост в развороте — в молении Господу Богу, представленному благословляющей из разверзшихся небес Десницей, которая выступает обезличенным изображением Спаса в силах. Патрональная икона писалась в традиции икон деисусного чина иконостаса и выступала как одна из икон его правой части.
Высокая значимость патрональных икон в домовом храме обусловила особое внимание к их украшению. Драгоценные оклады данных икон изготавливались лучшими придворными мастерами, а автором их «убора» мог быть сам государь. Особая форма икон с узкими боковыми полями и широкими верхним и нижним полями определила особенности их окладов. На них помещали развёрнутые лицевые житийные изображения, которые одновременно венчали образ и создавали его подножье.
Сохранилось два подобных оклада — от икон Ивана Грозного (4 серебряных пластины) и его сына Фёдора (6 золочёных серебряных пластин). После перерыва в Смутное время изменился подход к украшению — у первых Романовых на иконах басменные или чеканные оклады с драгоценными венцами и цатами, практически полностью закрывавшими икону. Последняя из царских патрональных икон была украшена серебряной позолоченной ризой с такими же венцами и четырьмя финифтевыми табличками.

### Сохранившиеся иконы
| Изображение | Название                                               | Царь                                        | Описание |
| ----------- | ------------------------------------------------------ | ------------------------------------------- | --- |
|             | «Святой Иоанн Предтеча»                                | Иван Грозный                                | Москва, греческий мастер, середина — вторая половина XVI века. Дерево, левкас; темпера. 152х44,5 см. Старейшая из сохранившихся подобных икон. Иконография восходит к древним византийским образцам и не имеет аналогов в русском искусстве своего времени, что свидетельствует о её написании по особому заказу. После смерти царя была помещена в приделе Иоанна Предтечи Архангельского собора над его гробом. В 1696 году икону забрали от гроба Ивана Грозного и поместили в иконостас собора с западной стороны северо-западного столпа над захоронением царя Ивана Алексеевича. Это было сделано по причине того, что в иконостасе Благовещенского собора на момент смерти Ивана V находилась патрональная икона не только его, но и его брата Петра I, который продолжил править.                                                |
|             | «Святой Феодор Стратилат»                              | Фёдор I Иванович                            | Москва, около 1584 года, запись — XVIII век. Дерево, левкас; темпера. 152х46 см. Датировка иконы основана на стилистических особенностях одновременного ей оклада. Во второй половине XVIII века икона была записана в барочном стиле мастерами круга Симона Ушакова. В XVIII веке при ремонте диаконника была перенесена в собор и помещена у правого столпа над захоронениями Романовых. |
|             | «Святой Михаил Малеин»                                 | Михаил Фёдорович                            | Москва, 1630-е — середина 1640-х гг., частичная запись XVIII—XIX вв. Дерево, левкас; темпера. Оклад — серебро, золото, изумруды, турмалины; чеканка, золочение, эмаль, канфарение. 153х53 см. Икона была написана под конец царствования Михаила Фёдоровича с возможной целью подчеркнуть своё родство с угасшим родом Рюриковичей. По одной из версий, икона могла быть написана в 1637 году для Верхоспасского собора Кремля, который в XVII веке становится царским домовым храмом. После смерти царя икона была поставлена в киоте у его гроба. Икону закрывает чеканный оклад, оставляющий открытыми только фигуру святого, десницу и позем. Венец и цата на иконе украшены драгоценными камнями. |
|             | «Святой Алексий человек Божий»                         | Алексей Михайлович                          | Москва, середина XVII века, запись XVIII—XIX века. Дерево, левкас, ткань; темпера. Оклад — серебро, изумруды, турмалины, жемчуг, чеканка, золочение, резьба. 156,5х53 см. Икона создана к венчанию на царство в 1645 году или вскоре после него одним из царских изографов. Лик святого написан в технике XVI века, а сама икона представляет пример «переходного стиля». После смерти царя икона была помещена в Архангельском соборе у гроба в одном киоте с мерной иконой царя. Поля и фон иконы были закрыты серебряным чеканным золочённым окладом, открытыми оставлены только фигура святого, благословляющая десница и позем. Фигура святого украшена венцом и цатой с жемчужной обнизью и драгоценными камнями. |
|             | «Святой Феодор Стратилат»                              | Фёдор III Алексеевич                        | Москва, Симон Ушаков «с товарищами», 1676 год. Дерево, левкас; темпера. 156х53,5 см. Авторство иконы и дата её написания известны из подписи в нижней части иконы на поземе. Симон Ушаков написал также мерную икону царевича Фёдора. Икона была украшена окладом из серебряной накладки, венца с жемчужной обнизью и цаты. Оклад с иконы демонтирован и хранится отдельно. |
|             | «Иоанн Предтеча, апостол Пётр и Алексей Человек Божий» | Пётр I, Иван V и их отец Алексей Михайлович | Москва, Фёдор Зубов «с товарищами», 1682/1683 — середина XVIII века. Дерево, паволока, левкас; темпера. 162,5х55 см. Икона была написана к совместному правлению царей Ивана и Петра Алексеевичей и является единственной многофигурной иконой. В 1745—1761 годы на иконе был дописан святой Алексий человек Божий, тезоименный святой царя Алексея Михайловича. Вместе с ним на иконе появилась вторая благословляющая Десница и клейма на нижнем поле с изображением усекновения главы Иоанна Предтечи, преставления святого Алексия и распятия апостола Петра. Поскольку после переноса столицы в Санкт-Петербург в нём была устроена новая императорская усыпальница, то традиция переноса патрональных икон «ко гробу» в Архангельский собор прекратилась. Икона была оставлена на своём месте в иконостасе Благовещенского собора. |